# 龚炳铮
龚炳铮（1934年—），男，江苏无锡人，中国自动化与计算机应用技术专家，曾任中国自动化学会常务理事。